# Tanguy Mottin
Tanguy Mottin   (Versalles, 13 de gener de 1992) és un pilot de trial francès. L'any 2008 va guanyar el Campionat d'Europa de trial juvenil amb la motocicleta catalana Gas Gas, i el 2009 va quedar tercer al Campionat del Món de trial juvenil. El 2010 disputava el Campionat del Món de trial júnior amb Gas Gas.